# Judith & Holofernes
Judith & Holofernes è un cortometraggio del 2017 girato a Cerro di Laveno Mombello e diretto da Oscar Turri.
La pellicola è ambientata negli anni ’40 in un paesino della sponda lombarda del Lago Maggiore e racconta la storia di una ragazza straniera arrivata nel piccolo paese e vittima di violenza.

## Trama
Olivia è una ragazza siciliana che per esigenze di lavoro si trasferisce nel nord Italia. Lavora come venditrice ambulante di dolci tipici siciliani, ogni giorno con la sua bici percorre chilometri per raggiungere il centro dei paesi limitrofi per poter vendere i pasticcini. In un giorno come tanti altri Olivia arriva, con la sua bici carica di pasticcini, a Cerro un paesino affacciato sulla sponda lombarda del Lago Maggiore per provare a vendere i suoi cannoli freschi e le sue cassatelle, ma non sa che di li a poco la sua vita cambierà per sempre.
Alessandro, un uomo affascinante e altolocato che vive a Cerro e lavora per il sindaco, cerca di flirtare con Olivia, che sembra essere affascinata dai suoi modi gentili.
Durante il suo ritorno a casa Olivia viene pedinata da Alessandro che l'aggredisce e la violenta appena fuori dall'uscio di casa. Giuditta piena di rabbia e vergogna si rifugia in chiesa, in mano ha un rosario e un coltello, nel pianto disperato medita vendetta, ma l'arrivo di un'anziana signora, che anni prima subì lo stesso tragico destino, convince Olivia a prendere la decisione più difficile e importante, quella di denunciare il suo aguzzino.

## Produzione
Le riprese sono state fatte nel settembre del 2017 e hanno visto la collaborazione di tutto il paese: anche le comparse infatti, sono tutte residenti sulla sponda magra.
Il film inizia con un primo piano del quadro di Artemisia Gentileschi Giuditta e Oloferne, dove Artemisia ritrae se stessa nella figura di Giuditta mentre è nell'atto di tagliare la testa ad Oloferne proprio per vendicarsi di una violenza subita da un amico del padre, anch'esso pittore, che per un periodo è vissuto in casa loro.

## Riconoscimenti
- 2018 - Los Angeles Film Award
  - September Award - Miglior cortometraggio indipendente[3]